# 美国可卡犬
美國卡可狗，又称可卡獚、斗鸡獚、斗鸡犬、可卡猎鹬犬、小猎犬、可卡长毛猎犬等，香港稱作美國曲架。它擅长惊起或寻回鸟类等猎物。
在英语中，原名“Spaniel”，意为长毛猎犬；因善猎山雉，又取名“Cocker”，意为猎雉犬。

## 起源
- 美国可卡犬原产于美国，其祖先是西班牙的猎鸟犬。大约10世纪初，由西班牙带到英国，变成英国种，而后带到美国大量繁殖和改良，成为较小型和美丽的犬而称之为美国可卡犬。1946年该犬被公认为新犬种，引起了人们对它的狂热。至今该犬仍是美国流行的犬中最受欢迎的犬种。

## 外貌特征

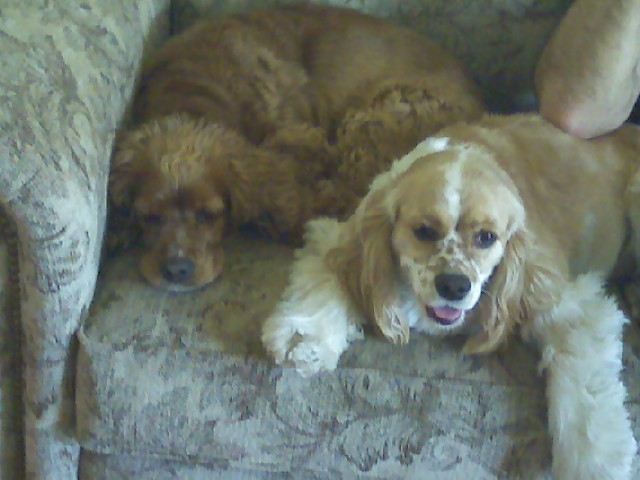
A Buff Parti-color and an ASCOB American cocker spaniel.

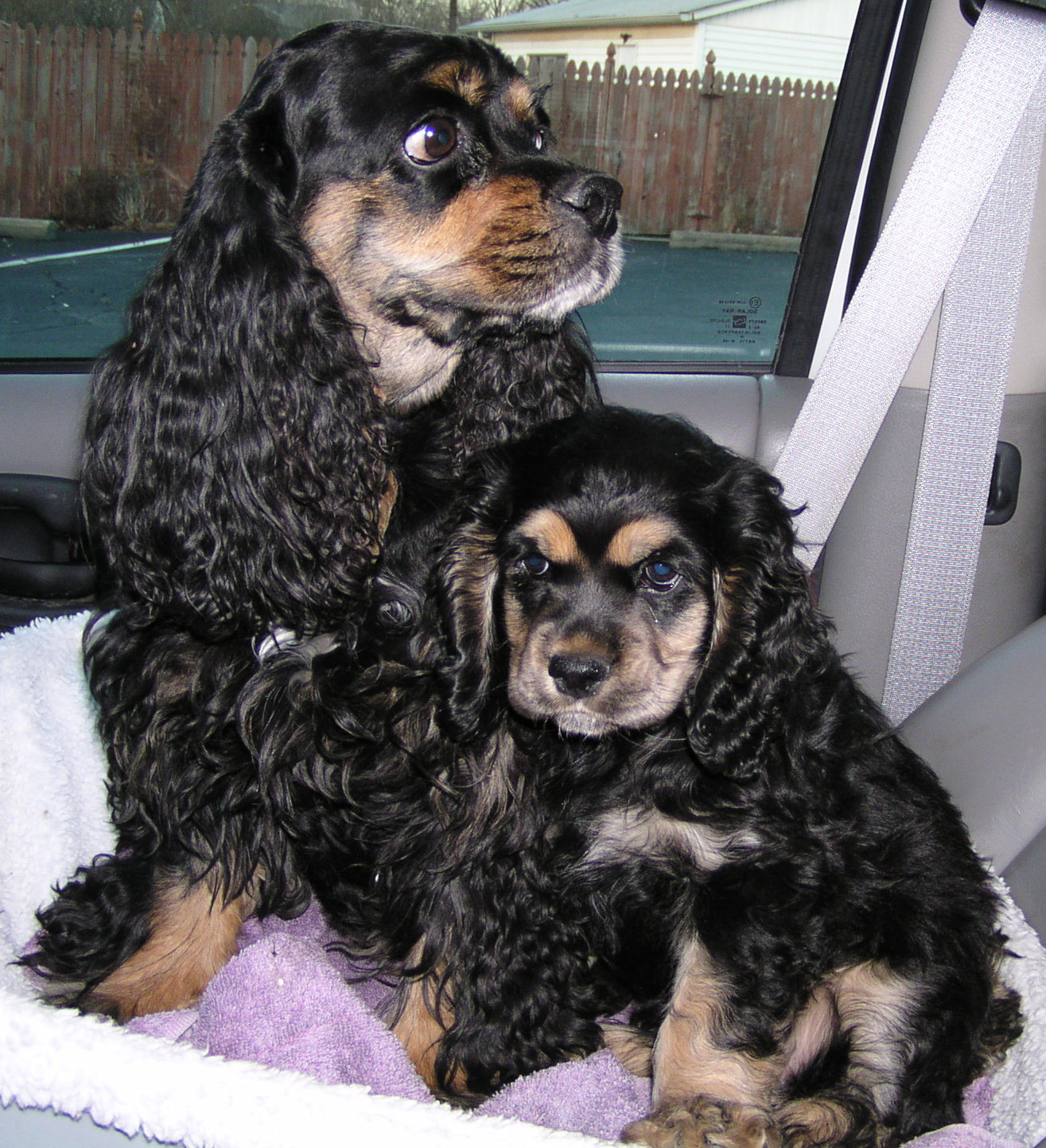
A black and tan American Cocker Spaniel and her 2 month old pup.

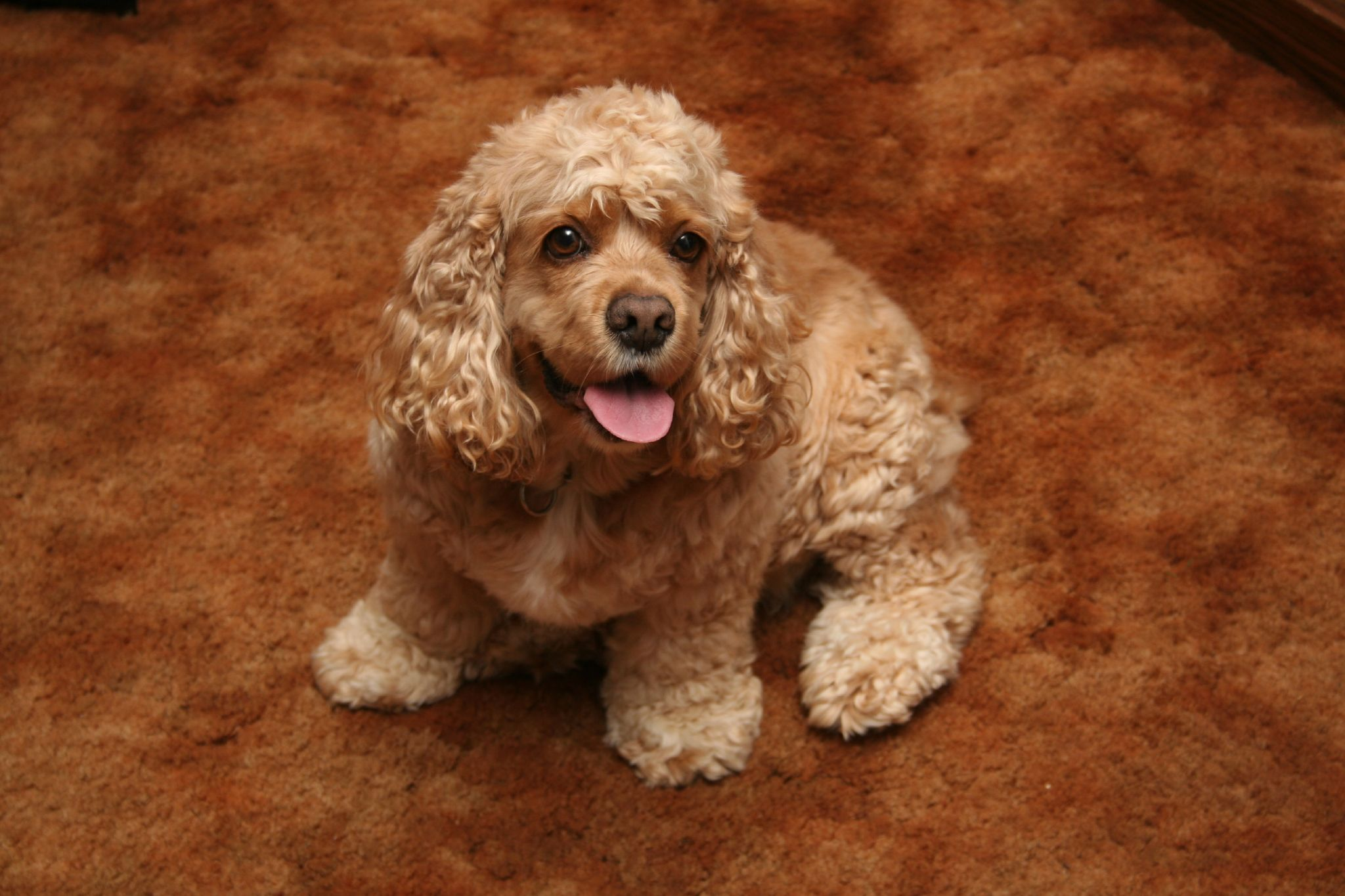
A golden American Cocker Spaniel.

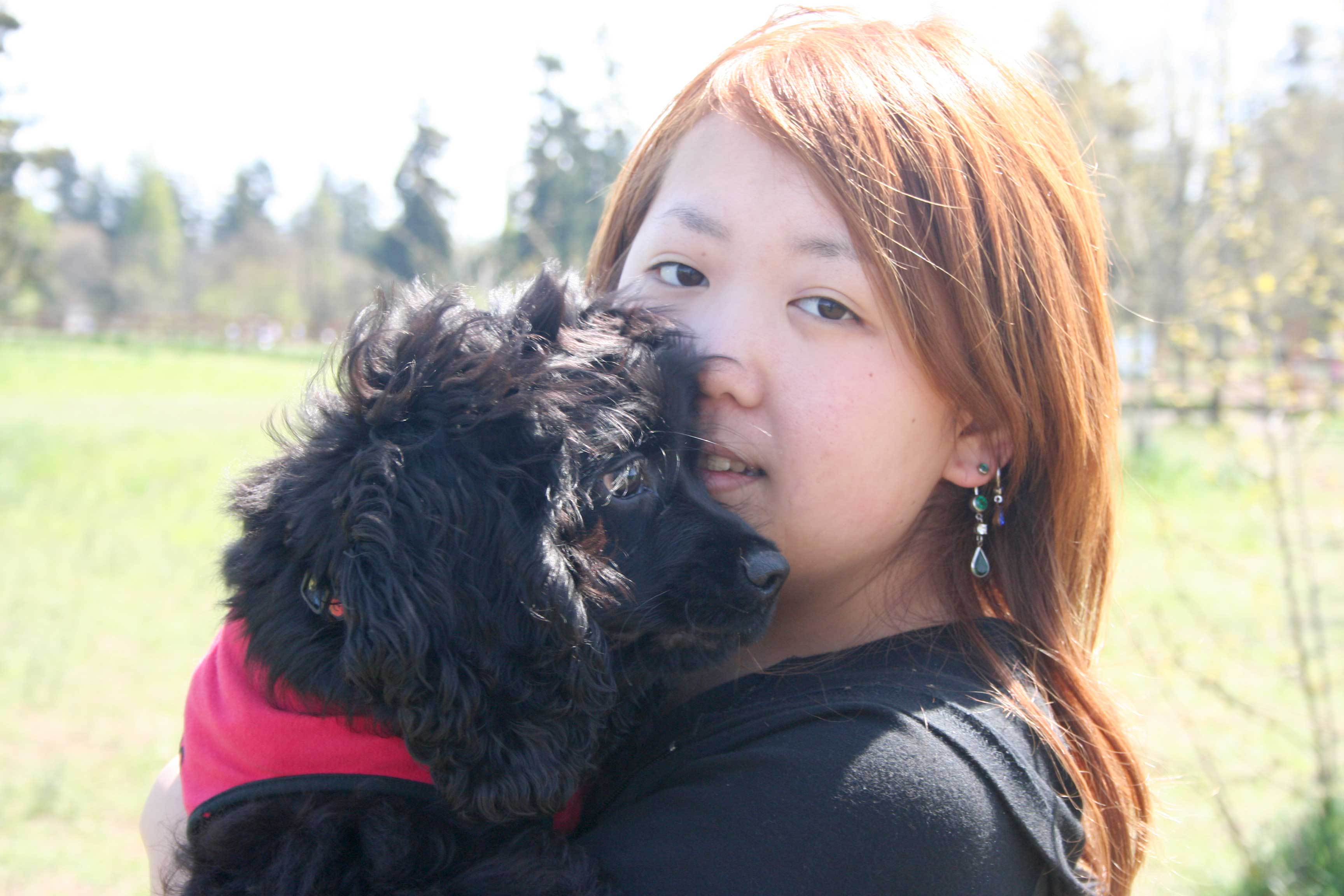
An American Cocker Spaniel has an outgoing, friendly personality.

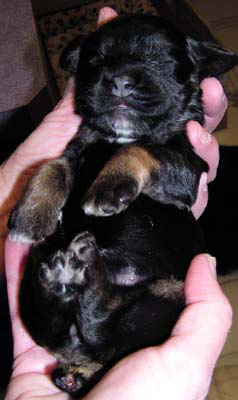
A black and tan American Cocker Spaniel pup 4 days old with her recently docked tail.

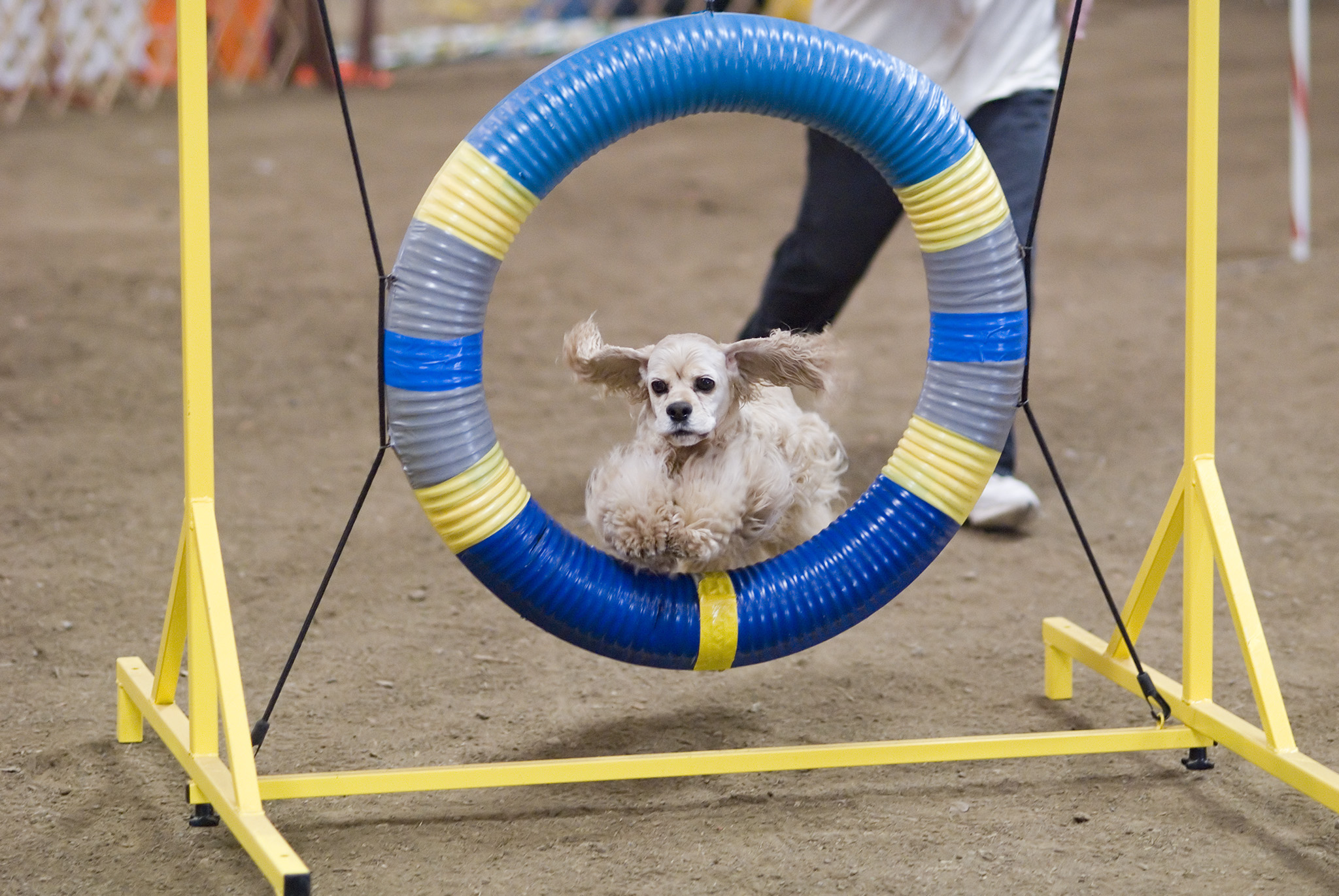
An American Cocker Spaniel taking part in an agility competition.

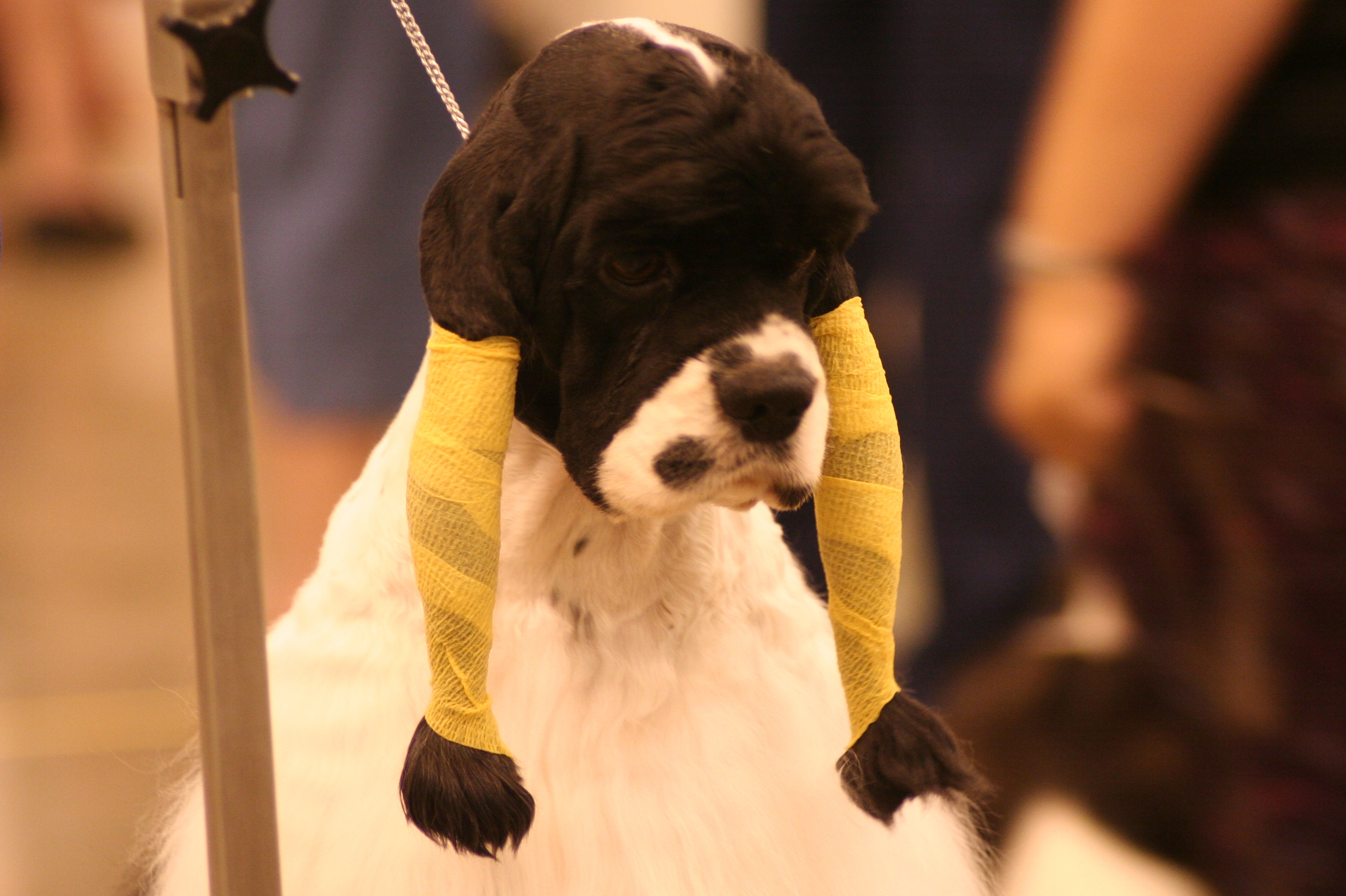
An American Cocker Spaniel with its ears wrapped in preparation for a dog show.

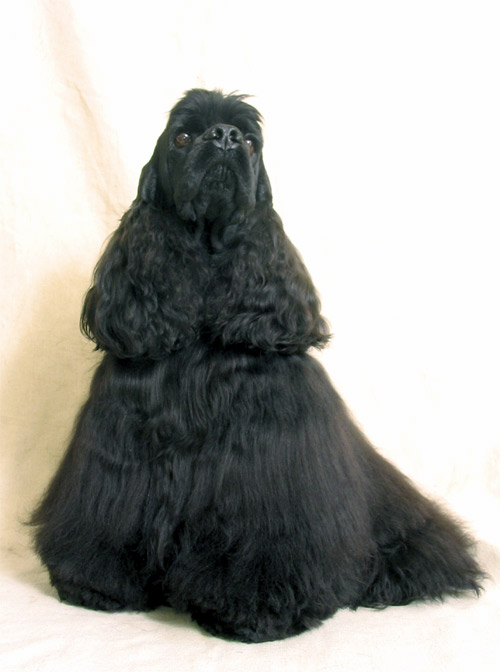
A black American Cocker Spaniel champion.

- 体高：公犬36~38厘米；母犬34~36厘米。体重：10~13千克。
- 头部：头盖圆，额段明显，颊部不宽。鼻端至额部的距离为头盖顶至鼻端距离的1／2。口吻宽而深，下颌方短而平，上唇盖住下唇，牙齿粗壮，呈剪式咬合；鼻孔开张，鼻端色黑。耳部：耳根位置低；耳长而下垂，布满长而密实的波浪状饰毛；耳朵质地柔软，耳长达鼻孔。
- 眼睛：眼睛大而圆，表情丰富而温柔，眼色深色。
- 颈部：颈部肌肉丰满，稍呈拱形。躯干：体躯短而坚实，结构紧凑，肩部倾斜适度，胸深而宽阔，肋骨适当扩张，背部至尾几乎成一条直线而略为倾斜；臀部稍圆，肌肉丰满。
- 四肢：四肢粗壮而短，肌肉发达。前肢直立，肘不外展；后肢股部肌肉丰满，膝关节弯曲明显，跗关节低下，脚宽大，多长饰毛，但丝毫不影响活动。
- 尾部：常断尾，仅留1／3；尾平翘，与尾根、背成一直线或稍高，兴奋时上扬摇摆。被毛：被毛丰厚密实，毛质柔软，长而呈大波浪状。
- 毛色：有黑色、褐色、红棕、浅黄、银色以及黑白混合等色。
- 步态：步伐灵活自如，后肢强劲有力，运步姿势优美而不凌乱，为典型的猎犬步态。

## 特性
- 性情温和，感情丰富，行事谨慎；性格开朗，活泼；精力充沛，热情友好，机警敏捷，外观可爱甜美，易于服从，忠实主人。非常可愛。

## 用途
- 该犬过去用于捕猎山禽，现已是儿童和女士们最喜爱的伴侣犬和玩赏犬。在欧美许多男士也喜爱带它随行作为伴侣犬和护卫犬。该犬亦可作为看家犬。

## 选购与选育要点
- 应选择精力充沛、性情温和、活泼开朗、机警的犬。被毛应长而呈波浪状，丰厚密实，
- 切忌短而稀疏；眼睛大而圆，眼神温柔，眼色深色；耳应长而下垂至鼻，饰毛丰富，长而呈大波浪状。体躯结构紧凑，肌肉丰满而结实，胸厚，背部稍呈斜度，短尾；四肢粗短，强健有力，头圆，吻宽深，下颌短而方平；指爪紧凑如猫爪，步伐优美而不凌乱者。

## 缺陷
- 体高和体重超过标准过多；混色或杂色品种，主色未达如90％以上；吻长而尖细，眼小色浅淡，耳小，胸狭窄，背拱，四肢纤细，长尾均为缺陷。

## 饲养管理要点
- 美国可卡犬活泼好动，应保证适当的运动量，每天让其自由庭院活动两次。每天应定时定量饲餵，不能任其贪食，防止过肥。该犬毛长，最忌缠结成团，故每天需进行梳理刷毛修剪，8~10周洗澡一次。大垂耳犬易患耳病，要常清洁耳道。眼睛亦应保持清洁。爪易长，应按时修剪，赘生趾则需除去。

## 伸延閱讀
- Coile, D. Caroline. . Barron's Educational Series Inc. 2006  [2020-08-02]. ISBN 978-0-7641-3459-3. （原始内容存档于2014-12-28）.
- Coren, Stanley. . Pocket Books. 2006. ISBN 1-4165-0287-4.
- Palika, Liz. . John Wiley & Sons. 2009  [2020-08-02]. ISBN 978-0-470-39060-3. （原始内容存档于2014-09-05）.
- Walker, Joan Hustace. . Barron's Educational Series Inc. 2010  [2020-08-02]. ISBN 978-0-7641-9709-3. （原始内容存档于2014-09-04）.

## 外部連結
- 中的“美国可卡犬”
- American Cocker Spaniel France （页面存档备份，存于）